# Kim Jong-čchol
Kim Jong-čchol (angl. Kim Yong-chol, korejsky 김영철; * 1945 Rjanggang) je severokorejský generál a politik, od roku 2010 člen Ústředního výboru Korejské strany práce.
Od února 2009 do ledna 2016 byl ředitelem korejské zpravodajské služby.
Účastnil se obou proběhlých setkání Donalda Trumpa s Kim Čong-unem, v červnu 2018 v Singapuru a v únoru 2019 ve Vietnamu.